# Super Nintendo World
O Super Nintendo World é uma área temática no Universal Studios Japan, Universal Studios Hollywood e Universal Epic Universe, com uma futura área em construção no Universal Studios Singapore. A área é baseada nas série de jogo eletrônicos da Nintendo, principalmente Mario e seus spin-offs: Mario Kart e Yoshi's Island.
Uma parceria criativa entre a Nintendo e a Universal foi anunciada pela primeira vez em maio de 2015, com a construção de uma área dedicada com tema da Nintendo confirmada para a Universal Studios Japan e outras locações americanas no ano seguinte. A construção começou na área da Universal Studios Japan em junho de 2017. Após vários atrasos devido à pandemia de COVID-19, a área teve sua grande inauguração na Universal Studios Japan em 18 de março de 2021. O Super Nintendo World está atualmente em construção na Universal Studios Hollywood e também será construído como uma seção do Univesal's Epic Universe. O criador da franquia Mario e companheiro criativo da Nintendo, Shigeru Miyamoto, estava fortemente envolvido no projeto e construção do local e de suas atrações.

## História
Após vários anos de declínio na receita de jogos e na participação no mercado de console, a Nintendo buscou caminhos para desenvolver suas propriedades intelectuais, entrando em uma parceria de parque temático com a Universal Parks & Resorts. A parceria, anunciada em maio de 2015  e outras franquias da Nintendo como temas nas áreas dedicadas dos parques temáticos da Universal. A colaboração de US $351 milhões construída para a Universal Studios Japan em Osaka é semelhante em escala ao investimento da Universal na franquia Harry Potter. A primeira imagem conceitual da terra foi revelada em 12 de dezembro de 2016.
A construção do terreno no Universal Studios Japan começou em junho de 2017 com uma cerimônia. Em 13 de janeiro de 2020, a Nintendo lançou um vídeo no YouTube para a próxima área, usando a música "We Are Born to Play" de Galantis com Charli XCX. A inauguração do terreno estava inicialmente planejada para ser concluída antes dos Jogos Olímpicos de Verão de 2020, mas foi adiada devido à pandemia COVID-19. Em 15 de outubro de 2020, o Universal Studios Japan lançou uma nova imagem promocional apresentando vários detalhes do terreno. Em 18 de dezembro de 2020, um Nintendo Direct sobre a terra foi ao ar no canal oficial da Nintendo no YouTube, apresentando o criador de Mario, Shigeru Miyamoto, fazendo um tour por uma pequena fração da terra. Em 26 de dezembro de 2020, o terreno foi aberto para pré-visualizações limitadas para portadores de passe anual do Universal Studios Japan.
Em 30 de novembro de 2020, a Universal anunciou oficialmente que o terreno seria inaugurado no Universal Studios Japan em 4 de fevereiro de 202; no entanto, em janeiro, a inauguração foi mais uma vez adiada indefinidamente após o governo japonês ter reimposto o estado de emergência em resposta a uma terceira onda de infecções por COVID-19 na cidade. No entanto, os hóspedes com um passe anual do Universal Studios Japan têm permissão para visitar a área a partir de 4 de fevereiro de 2021.  Ela acabou sendo aberta ao público em 18 de março de 2021.

## Projeto

### Universal Studios Japão
No Universal Studios Japan, o Super Nintendo World está localizado na extremidade norte do parque, a oeste de O Mundo Mágico de Harry Potter e ao sul do Ivano Studios Center e dos Hubs de 1924 que ficam fora da propriedade. Os visitantes entram no parque através de um tubo verde em uma praça. A praça de entrada pode ser acessada por uma passarela que bifurca ao lado do sinal do WaterWorld. A praça de entrada tem postes de luz, uma estrela de energia na calçada e sinalização do Super Nintendo World ao lado do cano. O tubo leva ao Castelo da Princesa Peach. Quando os convidados saem do castelo, eles entram no pátio de 2 níveis no 2º andar, imerso no Reino do Cogumelo com o Castelo de Bowser em toda a área. Vários Pikmin vermelhos, amarelos e azuis podem ser encontrados ao redor do parque, com alguns carregando objetos como moedas.

### Localizações futuras
Em 24 de janeiro de 2020, a Universal confirmou que uma área temática do Super Nintendo World seria incluída no parque Epic Universe no Universal Orlando Resort. O parque foi originalmente programado para abrir em 2023; no entanto, a construção foi adiada para ser concluída até 2025 devido à pandemia de COVID-19. A construção do terreno do Universal Studios Hollywood já começou, embora ainda não tenha sido oficialmente anunciado ou reconhecido pela Universal. Também há planos de trazer o Super Nintendo World para o Universal Studios Singapore, mas nenhum prazo foi anunciado.

## Atrações (Universal Studios Japão)
- Mario Kart: Koopa's Challenge - Uma atração interativa de passeio no escuro com tecnologia de realidade aumentada baseada na franquia Mario Kart.[22]
- Aventura de Yoshi - Um passeio omnimover com o tema do personagem e série Yoshi.
- Power Up Band Key Challenges - Uma atração interativa no estilo caça ao tesouro que desafia os jogadores a recuperar as chaves para derrotar Bowser Jr., exigindo uma Power Up Band vendida separadamente e o aplicativo oficial da Universal Studios Japan.